# Ulla Urkio
Ulla Kaarina Urkio, även Urkio-Harjunen och Urkio-Nordenswan, född 28 mars 1946 i Tammerfors, död 30 december 2005 i Skarpnäcks församling, Stockholms län, var en finländsk-svensk illustratör.
Urkio studerade vid Konstfackskolan i Helsingfors 1965–1970 och anställdes därefter på bokförlaget WSOY i Helsingfors. Efter att ha varit anställd på en reklambyrå i Helsingfors 1972–1973 flyttade hon till Sverige 1974, där hon var verksam som frilansande illustratör, först i Uppsala och från 1976 i Stockholm. Hon illustrerade barn- och ungdomsböcker, läroböcker samt skapade bokomslag och julkort. Hon illustrerade även många noveller i veckopressen.